# Királd
Királd község Borsod-Abaúj-Zemplén vármegyében, a Putnoki járásban.

## Fekvése
Az Upponyi-hegység északi nyúlványaira épült, a Sajóba torkolló Királd-patak völgyében, Ózdtól 10 kilométerre keletre, Miskolctól közúton körülbelül 40 kilométerre északnyugatra. A környező települések közül Borsodbóta 4, Sajómercse 5, Sajóvelezd 7, Uppony pedig mintegy 8 kilométerre található; a legközelebbi város a körülbelül 8 kilométerre fekvő Putnok.
Közúton három irányból közelíthető meg: Ózd és Uppony felől a 2524-es, Putnok felől pedig a 2525-ös úton; mindhárom említett településsel autóbuszjáratok is összekötik. Az ózdi járatok elfogadható sűrűséggel, Putnok felé ritkásabban közlekednek a járatok. Távolabbi, nagyobb városokat, mint Miskolc vagy Budapest, csak Ózd illetve Putnok érintésével tudnak megközelíteni az itteni lakosok.
A település vasúti közlekedését korábban az Füzesabony–Putnok-vasútvonal Királd megállóhelye biztosította, de a vonal felső, Szilvásvárad és Putnok közötti szakaszát 2009-ben bezárták.

## Nevének jelentése
A borsodi földvár földje volt. A neve a király szóból alakult ki.
Grald alakban őrzi a nevét az oklevél, később Kyrald formában is használják, de a pápai tizedlajstromokban Kyrakként szerepel.

## Demográfiai jellemzők
A község állandó lakosainak a száma az 1970-es években volt a legmagasabb, ekkor elérte az 1500 főt.
Az 1960-as évek végén, 1970-es évek elején nagy fejlődésen ment keresztül a környék köztük Királd is. A helyi termelő bányaüzem nemcsak Királd lakosságának adott munkahelyet, hanem a környéken élő embereknek is (Sajómercse, Uppony, Borsodbóta, Sáta, Nekézseny).
Az 1980-as évek közepétől a lakosság száma folyamatosan csökkent, mivel a Bányaüzemet folyamatosan visszafejlesztették.

## Története
A települést 1246-ban említik először, az egri püspökség birtoka volt.  Lakói főleg szőlőtermesztéssel foglalkoztak. A 16. században a török megszállás és a pestisjárvány miatt a település teljesen elpusztult. Csak lassan népesült be újra. 1730 körül tiszta katolikus a község, ekkor egy kis fatemplomot emeltek. 1826-ban épült új templom a falun kívül dél felé egy domboldalon. A 19. században indult újra fejlődésnek, főleg miután 1851-ben beindult a szénbányászat. A bányát 1984-ben zárták be.
Királd község Borsod-Abaúj-Zemplén megye nyugati részén, Ózdtól északkeletre, Putnoktól délre helyezkedik el.
Ózd(10 km), Putnok(10 km), és Borsodbóta(4 km) felől érhető el kiépített útvonalon, a település 5 km-en keresztül terül el a Királd-patak völgyében.AZ Ózd-Putnok közötti legrövidebb alternatív útvonal, ami nem a 26-os főút, a településen halad át.
A település első említése 1246-ból származik, ekkor a bélháromkúti apátság faluja volt. A török hódítás korában a Szarvaskő várához csatolták, de ekkor is az apátság tulajdonában volt. A községet a 16. században előbb a török, majd a pestis pusztította ki, és egy ideig teljesen pusztává vált. Végül az egri papnevelő intézet létesítésekor Királd is a szeminárium birtoka lett. A település lassan elkezdett fejlődni, és ezt a 19. században megnyitott és fokozatosan kiépített szénbányája jelentősen elősegítette.
A 20. században a település területe tovább bővült, hozzátartozott Cséptelek és Petőfi telep is. 1982-ben Putnok irányítása alá került és csak az 1990-es években nyerte vissza önállóságát.
A falu egyetlen nevezetessége a római katolikus templom, melyet 1826-ban az egri szeminárium építtetett késő barokk stílusban. A korábbi fatemplomból származó, 1768-ban készült oltárképet erősen átfestették. Népszokásokat nem őriznek a faluban.
A bánya felszámolásával jelentős munkalehetőség szűnt meg a faluban. Ez sajnos hátráltatni fogja a települést, annak ellenére, hogy rögtön próbáltak új munkalehetőségeket teremteni.
A természet kedvelőinek érdemes Királdot felkeresni. A falu erdők között fekszik, melyekben egyaránt érdemes vadászni, gombászni, vagy csak egyszerűen sétálni. Jelzés nélküli turistaút köti össze a környező településekkel.
A turisták szállást is találnak a faluban: a Művelődési Házban négyágyas, fűthető szobát ad ki az önkormányzat, és az étkezés is biztosítható.

## Közélete

### Polgármesterei
- 1990–1994: Malinkó Andor (független)[4]
- 1994–1998: Zupkó Andrásné (független)[5]
- 1998–2002: Zupkó Andrásné (független)[6]
- 2002–2006: Zupkó Andrásné (független)[7]
- 2006–2010: Zupkó Andrásné (független)[8]
- 2010–2014: Zupkó Andrásné (független)[9]
- 2014–2019: Zupkó Andrásné (független)[10]
- 2019–2024: Zupkó Andrásné (független)[11]
- 2024– : Zupkó Andrásné (független)[1]

## Népesség
A település népességének változása:
| Lakosok száma | 837  | 823  | 785  | 713  | 636  | 614  | 634  |
|               | 2013 | 2014 | 2015 | 2021 | 2022 | 2023 | 2024 |

A 2001-es népszámlálás adatai szerint a településnek csak magyar lakossága volt.
A 2011-es népszámlálás során a lakosok 83,5%-a magyarnak, 1,4% cigánynak, 0,3% görögnek mondta magát (16,5% nem nyilatkozott; a kettős identitások miatt a végösszeg nagyobb lehet 100%-nál). A vallási megoszlás a következő volt: római katolikus 22,1%, református 5,3%, görögkatolikus 0,9%, felekezeten kívüli 48,9% (21,4% nem válaszolt).
2022-ben a lakosság 89,9%-a vallotta magát magyarnak, 0,5% cigánynak, 0,2% németnek, 0,2% örménynek, 0,2% románnak, 0,6% egyéb, nem hazai nemzetiségűnek (10,1% nem nyilatkozott; a kettős identitások miatt a végösszeg nagyobb lehet 100%-nál). Vallásuk szerint 25,5% volt római katolikus, 10,2% református, 1,7% görög katolikus, 0,8% egyéb keresztény, 28,8% felekezeten kívüli (32,7% nem válaszolt).

## A foglalkoztatottság helyzete
A község foglalkoztatottsági helyzetét alapvetően a helyi bányaüzem, valamint az Ózdi Kohászati Üzemek határozták meg. Az 1980-as évek végén megkezdődött a kohászati létszámleépítés, a bányaüzem fokozatos leépítése, majd a 2000-ben történő bezárása a munkanélküliek számának jelentős növekedéséhez vezetett. Az azóta eltelt időszakban a munkanélküliek száma nagyjából stagnáló volt, időszakos ingadozásokkal. Szerepe van ebben a településen megvalósításra kerülő közcélú és közhasznú, valamint az egyéb támogatásokkal megvalósított programoknak, amikor a foglalkoztatottak arányában csökkent a munkanélküliek száma.
Nemek közötti összehasonlításban a regisztrált munkanélküliek esetében a férfiak alkotják a munkanélküliek többségét. Szerepe van ebben annak is, hogy a nők többsége háztartásbeliként nem regisztráltatja magát.

## Nevezetességek
- Hősi emlékmű: 1937-ben készült, Kallós Ede alkotása.
- Római katolikus templom: a falu melletti dombon áll, kis méretű késő barokk stílusú.
- Művelődési ház: a környék egyik legnagyobb hasonló létesítménye, 350 fős befogadó képességű színházteremmel. Az 1950-es évek végén épült, nemcsak Királd, hanem a környék embereit is vonzotta. Fénykorában heti 4 alkalommal volt itt mozielőadás, rendszeresen tartottak zenés műsorokat, rendezvényeket.

## A környezetvédelem helyzete
Királd a Lázbérci-víztározó vízgyűjtő területén elhelyezkedő település, ezért az önkormányzat nagy hangsúlyt fektet a környezetkárosítás megszüntetésére. Ennek alapján került kiépítésre a szennyvízcsatorna-hálózat. Királdon saját környezetvédelmi program is született, amely a 2004 és 2010 közötti időszakra vonatkozóan fektetett le környezetvédelmi célkitűzéseket.

## Határon túli kapcsolatok
Több éves kapcsolat van a községnek a Szlovákiában lévő, többségében magyarlakta Sajószentkirály településsel. Kapcsolatuk alapvetően sportrendezvények közös megrendezésére korlátozódik , de több alkalommal történt meg az önkormányzati képviselő testületek kölcsönös látogatása, tapasztalatcseréje.
A település Képviselő testülete 2000-ben a település önkormányzatával ünnepélyes keretek között testvér települési megállapodást írt alá.